# Hrabstwo Richland (Wisconsin)
Hrabstwo Richland (ang. Richland County) – hrabstwo w stanie Wisconsin w Stanach Zjednoczonych.
Obszar całkowity hrabstwa obejmuje powierzchnię 589,38 mil² (1526,49 km²). Według szacunków United States Census Bureau w roku 2009 miało 17 848 mieszkańców. Jego siedzibą administracyjną jest Richland Center.
Hrabstwo zostało utworzone z Iowa w 1842. Nazwa pochodzi od urodzajnych gleb w tych okolicach (ang. rich – bogaty).
Na obszarze hrabstwa znajdują się rzeki Kickapoo, Little Baraboo, Pine i Wisconsin oraz 9 jezior.

## Miasta
- Akan
- Bloom
- Buena Vista
- Dayton
- Eagle
- Forest
- Henrietta
- Ithaca
- Marshall
- Orion
- Richland
- Richwood
- Richland Center
- Rockbridge
- Sylvan
- Westford
- Willow

## Wsie
- Boaz
- Lone Rock
- Yuba

## CDP
- Gotham
- Sextonville